# Jockey Plaza
Jockey Plaza es un centro comercial ubicado entre las avenidas Javier Prado Este y Manuel Olguín, en el distrito de Santiago de Surco, ciudad de Lima, capital del Perú. Es uno de los centros comerciales más grandes del país, contando con más de quinientas tiendas.

## Historia
Se llama Jockey Plaza en honor a los jinetes del Hipódromo de Monterrico.
Con una inversión de 45 millones de dólares, inició sus operaciones en 1997, contando con 4 tiendas ancla: Ace Home Center (pionera en el comercio minorista de ferretería y materiales de construcción Maestro desde 2008 hasta 2010 y Sodimac desde 2011), el supermercado Santa Isabel (Plaza Vea desde 2001), Saga Falabella (Falabella desde 2018) con 13 000 m² de área de ventas y Ripley, que ese año inició sus operaciones en el Perú (con 15 000 m² de área de ventas). Ambas tiendas están unidas a una gran nave comercial de dos niveles donde se ubican otros nueve locales intermedios ocupados por Movistar, Tommy Hilfiger, la tienda de electrodomésticos La Curacao (posteriormente ocupada por Casaideas y actualmente por Crate & Barrel) y la tienda de moda rápida Topitop. En el centro de los pabellones se encuentra el patio de comidas. También estuvo la tienda de compra y alquiler de películas Blockbuster, que operó entre 1997 y 2006 y la tienda de muebles Hogar, que duró muy poco tras su cierre oficial en 1999. En entretenimiento, destaca el ingreso de la cadena de cines Cinemark y la apertura del centro de juegos Happyland. También operaba el Bowling Plaza y contaba con un centro de convenciones.
En mayo de 2002, se abrió, sin la respectiva licencia, la discoteca Utopía. Esta cerró tras un incendio ocurrido el 20 de julio del mismo año, donde fallecieron 29 jóvenes y más de 50 personas resultaron heridas.
En 2006, debido a la quiebra de la empresa Blockbuster en el Perú, hace un año, pasó a ser Boticas Fasa (actual Mifarma). En noviembre de 2007, se inauguró el centro médico Jockey Salud, en un edificio ubicado en el estacionamiento de la avenida Javier Prado Este.
En noviembre de 2010, se inauguró un bulevar, donde se encuentran marcas internacionales como Carolina Herrera, Chanel, Emporio Armani, Salvatore Ferragamo, Guess, Brooks Brothers, Clarks, Louis Vuitton, entre otros. En los siguientes años, entraron tiendas de moda rápida al área como Zara (2012), H&M y Forever 21 (2015). También, en 2010 cerró la tienda Maestro.
En 2011, se inauguran el supermercado Tottus y el minorista de construcción Sodimac, en el área donde se ubicaba el centro de convenciones. Ese mismo año, se inaugura el centro de entretenimiento DiverCity, donde operaba el Bowling Plaza.
En septiembre de 2012, se inaugura un centro financiero en el espacio que ocupaba Maestro. La inversión para la obra fue de 5 millones de dólares por ser un espacio grande que ubica 6000 m². En noviembre de 2013, la tienda por departamentos peruana Oechsle ingresó al centro comercial. Y en noviembre de 2016, la departamental París abrió sus puertas, cerrando en 2020 tras el retiro de la cadena a nivel nacional. 
Asimismo, en 2016, sumado al ingreso de París, fue inaugurado un nuevo edificio de tiendas comerciales llamado Barrio, contando con nuevas boutiques, restaurantes, un remodelado patio de comidas, áreas de esparcimiento y estacionamientos subterráneos. Dentro de este grupo de nuevos negocios, se posiciona WeWork, inaugurando su primer cotrabajo en un centro comercial a nivel nacional. Se busca la apertura de un hotel y operar nuevos centros comerciales de la misma marca.
El 3 de septiembre de 2019, el directorio de Administradora Jockey S. A., compañía dueña de Jockey Plaza, acordó la compra del 100 % de las acciones de Inversiones Castelar S. A. C., propietaria y operadora del Boulevard de Asia, centro comercial localizado en el km 96 de la Panamericana sur.
En abril de 2025, abrió otro local a frente de este centro comercial.

## Actualidad
Actualmente, cuenta con más de 500 locales comerciales y 4 tiendas ancla, acogiendo importantes cadenas peruanas e internacionales como los supermercados Plaza Vea (sobre un área de 4200 m²), del grupo Interbank, y Tottus, del Grupo Falabella; las tiendas por departamentos Falabella, Ripley y Oechsle .Las tiendas de artículos de construcción y decoración Sodimac y Crate & Barrel. Además, cuenta con tiendas tecnológicas de marcas como Xiaomi, Samsung, Sony y Apple. También, se han construido restaurantes de cadenas internacionales como Tony Roma's, TGI Friday's, Chili's, Benihana, Longhorn, Subway, KFC, Pizza Hut, Burger King, Domino's Pizza, McDonald's y operan muchas cadenas peruanas de restaurantes como Bembos, Chinawok, Pardos Chicken, Papacho's, Tanta, Paseo Colón, Segundo Muelle, Makoto, El Grifo, La Bodega de la Trattoría, etc., además de cafeterías y heladerías como Starbucks, Juan Valdez, 4D, Lucio Caffe, Cinnabon, Havanna, Pinkberry, entre otras. Asimismo, ofrece servicios de entretenimiento como cines (12 salas administradas por la empresa Cinemark), centro de entretenimiento para niños como Happyland y una plaza de comidas.

## Controversias
En mayo de 2025, informó que no hubo heridos ni daños materiales, luego de que un altercado entre dos personas generara alarma entre los clientes. Según informe policial.